# شاهترج
الشَّاهَتْرَج (بالفارسية: شاهْتَرَج) أو (بالفارسية: شاهْ تَرَه) أو كُسفرة الحمار أو الفُومَارية (تعني دُخان الأرض من اللاتينية) هو جنس من نحو 60 نوعًا من كاسيات البذور الحولية في الفصيلة الخشخاشية. مهده أورُبَّة وإفريقية وآسيا وهو الأكثر تنوعًا في منطقة البحر الأبيض المتوسط وأُدخل في أمريكة الشمالية والجنوبية وأسترالية. تستخدم أنواعه أحيانًا في طب الأعشاب.